# Casalmaggiore
Casalmaggiore – miejscowość i gmina we Włoszech, w regionie Lombardia, w prowincji Cremona.
Według danych na rok 2004 gminę zamieszkiwało 13 809 osób, 219,2 os./km².

## Współpraca
- Guilherand-Granges, Francja
- Tarnów, Polska